# Chris Turner
Christopher Robert "Chris" Turner (født 15. september 1958) er en tidligere engelsk målmand og træner. Han har været cheftræner for bl.a. Leyton Orient og har også vogtet buret i Manchester United. Han har derfor meget tætte forbindelser til Alex Ferguson.

Rygterne mener at han er på vej til en trænerstatus i danske FC Midtjylland, eftersom han har fulgt dansk fodbold i et år. Hvis aftalen går igennem får FC Midtjylland et samarbejde med selveste Manchester United, på grund af Chris' tidligere nævnte forhold til Alex Ferguson.